# Morés
Morés ist ein Ort und eine Gemeinde (municipio) mit insgesamt 303 Einwohnern (Stand: 2024) im Westen der Provinz Saragossa in der Autonomen Region Aragonien im Nordosten Spaniens. Der Ort  gehört zur bevölkerungsarmen Region der Serranía Celtibérica.

## Lage und Klima
Der Ort Morés liegt auf dem Ostufer des Río Jalón gut 78 km (Fahrtstrecke) südwestlich der Provinzhauptstadt Saragossa in einer Höhe von ca. 445 m. Die sehenswerte Stadt Calatayud ist ca. 30 km in südwestlicher Richtung entfernt. Das Klima ist im Winter rau, im Sommer dagegen gemäßigt bis warm; der eher spärliche Regen (ca. 380 mm/Jahr) fällt übers Jahr verteilt.

## Bevölkerungsentwicklung
| Jahr      | 1857 | 1900 | 1950 | 2000 | 2017 |
| Einwohner | 585  | 869  | 979  | 487  | 335  |

Als Folge zunehmender Trockenheit, der Mechanisierung der Landwirtschaft, der Aufgabe von zahlreichen bäuerlichen Kleinbetrieben und des daraus resultierenden geringeren Arbeitskräftebedarfs auf dem Land ist die Zahl der Einwohner seit der Mitte der 20. Jahrhunderts infolge der „Landflucht“ kontinuierlich gesunken. Zur Gemeinde gehört auch der noch ca. 30 Einwohner zählende Weiler (pedanía) Purroy.

## Wirtschaft
Die Einwohner des Ortes waren jahrhundertelang im Wesentlichen Selbstversorger; Lebensmittelgeschäfte oder Märkte gab es nicht bzw. nur selten. Auch die wenigen Händler, Handwerker und Dienstleister versorgten sich im Wesentlichen selbst mit allem Lebensnotwendigen. Erst durch die Verbesserung der Infrastruktur in der zweiten Hälfte des 20. Jahrhunderts verbesserte sich die Situation.

## Geschichte
Auf dem Gemeindegebiet von Morés wurden weder keltische noch römische oder gar westgotische Kleinfunde entdeckt. Im 8. Jahrhundert wurde die Gegend von arabisch-maurischen Heeren überrannt, auf die der Ortsname zurückgeführt wird. Erst zu Beginn des 12. Jahrhunderts konnten die Mauren unter Alfons I. von Aragón nach Süden abgedrängt werden (reconquista). In der Folgezeit war die Region jedoch zwischen den Königreichen Aragón und Kastilien umkämpft (Guerra de los Dos Pedros) und konnte erst im Jahr 1454 endgültig Aragón angeschlossen werden.

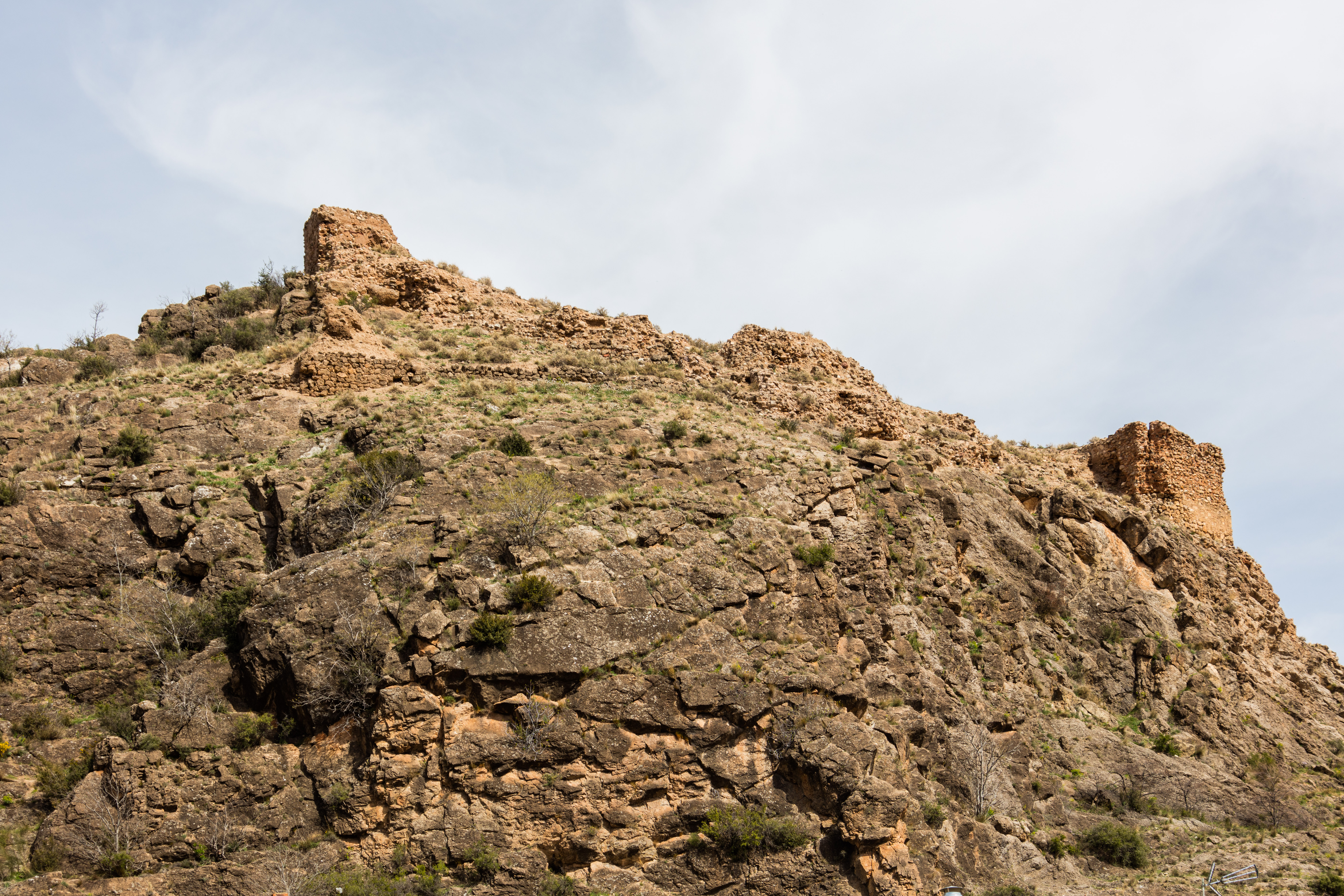
Morés – Castillo

## Sehenswürdigkeiten
- Von der ehemals hier existierenden maurischen Festung (hisn) ist nur wenig erhalten, denn sie wurde später von den Christen kaum noch genutzt und wahrscheinlich im Jahr 1411 zerstört.[4]
- Die im 18. Jahrhundert nahezu vollständig in Mudéjar-Manier aus Ziegelsteinen erbaute dreischiffige Iglesia de la Asunción ist der Himmelfahrt Mariens geweiht. Der Glockenturm (campanar) befindet sich neben der Apsis.[5]